# Copa de Naciones del Golfo de 2002
La Copa de Naciones del Golfo de 2002, oficialmente 15ta Copa del Golfo Arábigo (en inglés: 15th Arabian Gulf Cup; y en árabe: كأس الخليج العربي 15‎), fue la decimoquinta edición de la Copa de Naciones del Golfo, torneo de fútbol a nivel de selecciones nacionales organizado por la Unión de Asociaciones de fútbol árabes (UAFA). Se llevó a cabo en Arabia Saudita, del 16 al 30 de enero de 2002, y contó con la participación de 6 seleccionados nacionales masculinos.
La selección local se consagró campeona del certamen y obtuvo su segunda estrella en la competición. Alcanzó el título de manera heroica, al vencer en el último encuentro del certamen por 3-1 al entonces líder Catar, marcando los tres goles decisivos en los últimos doce minutos del cotejo, tras estar la mayor parte del partido en desventaja.

## Sede
Todos los encuentros se llevaron a cabo en el Estadio Internacional Rey Fahd, ubicado en Riad, capital de Arabia Saudita.
| Riad                          |
| ----------------------------- |
| Provincia de Riad (UTC+03:00) |
| Estadio Rey Fahd              |
| Capacidad: 67 000             |
|                               |

## Formato
Las 6 selecciones participantes se enfrentaron bajo el sistema de todos contra todos, a una sola rueda, de manera tal que cada una de ellas disputó cinco partidos. Los puntos se computaron a razón de 3 —tres— por partido ganado, 1 —uno— en caso de empate y 0 —cero— por cada derrota.

## Equipos participantes
| Equipos participantes | Equipos participantes  | Equipos participantes |
| --------------------- | ---------------------- | --------------------- |
| Arabia Saudita        | Catar                  | Kuwait                |
| Baréin                | Emiratos Árabes Unidos | Omán                  |

## Resultados y posiciones
- Los horarios son correspondientes a la hora de Arabia Saudita (UTC+3:00).

| Selección              | Pts | PJ | PG | PE | PP | GF | GC | Dif |
| ---------------------- | --- | -- | -- | -- | -- | -- | -- | --- |
| Arabia Saudita         | 13  | 5  | 4  | 1  | 0  | 10 | 3  | 7   |
| Catar                  | 12  | 5  | 4  | 0  | 1  | 7  | 4  | 3   |
| Kuwait                 | 5   | 5  | 1  | 2  | 2  | 4  | 6  | –2  |
| Baréin                 | 5   | 5  | 1  | 2  | 2  | 4  | 6  | –2  |
| Omán                   | 4   | 5  | 1  | 1  | 3  | 5  | 7  | –2  |
| Emiratos Árabes Unidos | 3   | 5  | 1  | 0  | 4  | 3  | 7  | –4  |

| 16 de enero de 2002 | Kuwait         | 1:1 (0:1) | Arabia Saudita | Estadio Rey Fahd, Riad |                        |
| 21:30 (UTC+3:00)    | Al-Huwaidi 49' | Reporte   | Al Jaber 16'   | Árbitro(s): Alain Sars | Árbitro(s): Alain Sars |

| 17 de enero de 2002 | Emiratos Árabes Unidos | 1:0 (1:0) | Omán | Estadio Rey Fahd, Riad     |                            |
| 15:30 (UTC+3:00)    | Ali 12'                | Reporte   |      | Árbitro(s): Jassim Al Hail | Árbitro(s): Jassim Al Hail |

| 17 de enero de 2002 | Catar      | 1:0 (0:0) | Baréin | Estadio Rey Fahd, Riad     |                            |
| 18:10 (UTC+3:00)    | Jadoua 66' | Reporte   |        | Árbitro(s): Qassim Shaaban | Árbitro(s): Qassim Shaaban |

| 19 de enero de 2002 | Kuwait         | 1:3 (0:0) | Omán                    | Estadio Rey Fahd, Riad         |                                |
| 19:30 (UTC+3:00)    | Al-Huwaidi 79' | Reporte   | Al-Dhabit 66', 69', 90' | Árbitro(s): Ali Sheikh Mansour | Árbitro(s): Ali Sheikh Mansour |

| 20 de enero de 2002 | Catar                  | 2:0 (1:0) | Emiratos Árabes Unidos | Estadio Rey Fahd, Riad        |                               |
| 18:10 (UTC+3:00)    | Rashed 35' · Nazmi 83' | Reporte   |                        | Árbitro(s): Youssouf Al-Aqili | Árbitro(s): Youssouf Al-Aqili |

| 20 de enero de 2002 | Arabia Saudita                  | 3:1 (2:0) | Baréin    | Estadio Rey Fahd, Riad       |                              |
| 20:30 (UTC+3:00)    | Al-Yami 14', 32' · Al Jaber 90' | Reporte   | Jamal 47' | Árbitro(s): Cosimo Bolognino | Árbitro(s): Cosimo Bolognino |

| 22 de enero de 2002 | Kuwait | 0:0     | Baréin | Estadio Rey Fahd, Riad    |                           |
| 19:30 (UTC+3:00)    |        | Reporte |        | Árbitro(s): Rune Pedersen | Árbitro(s): Rune Pedersen |

| 24 de enero de 2002 | Omán         | 1:2 (1:0) | Catar                      | Estadio Rey Fahd, Riad       |                              |
| 15:30 (UTC+3:00)    | Al-Dhabit 7' | Reporte   | Al Tamimi 57' · Bechir 90' | Árbitro(s): Cosimo Bolognino | Árbitro(s): Cosimo Bolognino |

| 24 de enero de 2002 | Arabia Saudita | 1:0 (1:0) | Emiratos Árabes Unidos | Estadio Rey Fahd, Riad        |                               |
| 18:10 (UTC+3:00)    | Al-Dosari 3'   | Reporte   |                        | Árbitro(s): Mohamed Al Muflah | Árbitro(s): Mohamed Al Muflah |

| 26 de enero de 2002 | Kuwait | 0:1 (0:0) | Catar      | Estadio Rey Fahd, Riad         |                                |
| 19:30 (UTC+3:00)    |        | Reporte   | Rashed 64' | Árbitro(s): Fareed Al-Marzouqi | Árbitro(s): Fareed Al-Marzouqi |

| 27 de enero de 2002 | Baréin            | 2:1 (1:0) | Emiratos Árabes Unidos | Estadio Rey Fahd, Riad        |                               |
| 18:10 (UTC+3:00)    | Ali 31' · Isa 90' | Reporte   | Ibrahim 77'            | Árbitro(s): Youssouf Al-Aqili | Árbitro(s): Youssouf Al-Aqili |

| 27 de enero de 2002 | Omán | 0:2 (0:1) | Arabia Saudita              | Estadio Rey Fahd, Riad |                        |
| 20:30 (UTC+3:00)    |      | Reporte   | Al-Yami 10' · Al-Dosari 80' | Árbitro(s): Alain Sars | Árbitro(s): Alain Sars |

| 29 de enero de 2002 | Kuwait              | 2:1 (2:0) | Emiratos Árabes Unidos | Estadio Rey Fahd, Riad         |                                |
| 18:10 (UTC+3:00)    | Al-Huwaidi 31', 39' | Reporte   | Jumaa 65'              | Árbitro(s): Ali Sheikh Mansour | Árbitro(s): Ali Sheikh Mansour |

| 29 de enero de 2002 | Baréin      | 1:1 (1:1) | Omán          | Estadio Rey Fahd, Riad     |                            |
| 20:30 (UTC+3:00)    | Marzouk 44' | Reporte   | Al-Dhabit 26' | Árbitro(s): Jassim Al Hail | Árbitro(s): Jassim Al Hail |

| 30 de enero de 2002 | Catar       | 1:3 (1:0) | Arabia Saudita                     | Estadio Rey Fahd, Riad       |                              |
| 19:30 (UTC+3:00)    | Khalifa 25' | Reporte   | Al-Dosari 78', 84' · Al-Meshal 90' | Árbitro(s): Cosimo Bolognino | Árbitro(s): Cosimo Bolognino |

|                           |
| Bandera de Arabia Saudita |
| Campeón                   |
| Arabia Saudita            |
| 2.º título                |

## Estadísticas

### Goleadores
| Jugador                   | Selección      | Goles |
| ------------------------- | -------------- | ----- |
| Hani Al-Dhabit            | Omán           | 5     |
| Abdullah Jumaan Al-Dosari | Arabia Saudita | 4     |
| Jasem Al-Huwaidi          | Kuwait         | 4     |
| Al Hasan Al-Yami          | Arabia Saudita | 3     |
| Sami Al Jaber             | Arabia Saudita | 2     |
| Jafal Rashed Al-Kuwari    | Catar          | 2     |

### Mejor jugador
| Jugador                | Selección |
| ---------------------- | --------- |
| Jafal Rashed Al-Kuwari | Catar     |

### Mejor guardameta
| Jugador           | Selección      |
| ----------------- | -------------- |
| Mohamed Al-Deayea | Arabia Saudita |